# Коронавірусна хвороба 2019 у Того
Коронавірусна хвороба 2019 у Того — розповсюдження вірусу територією країни.

## Перебіг подій
6 березня влада Того повідомила про перший випадок коронавірусу — 42-річну жінку, що подорожувала до Німеччини, Франції, Туреччини та Беніну перед поверненням до Того. Її було ізольовано, її стан був стабільним.
20 березня в Того було підтверджено ще дев'ять випадків.
Ще сім випадків було підтверджено 21 березня. У спробі контролювати поширення вірусу в Того всі кордони країни були закриті. Міста Ломе, Цеве, Кпаліме та Сокоде 20 березня закриті на двотижневий карантин.
У вересні 2021 року Того продовжує надзвичайний стан до вересня 2022 року після зростання числа нових випадків коронавірусу за останні тижні. Тепер доступ до адміністративних будівель здійснюється за умови пред’явлення пропуску на вакцину від Covid-19.